# Hamburg (Nova Jersey)
Hamburg és una població dels Estats Units a l'estat de Nova Jersey. Segons el cens del 2000 tenia 3.105 habitants.

## Demografia
Segons el cens del 2000, Hamburg tenia 3.105 habitants, 1.173 habitatges, i 844 famílies. La densitat de població era de 1.033,5 habitants/km².
Dels 1.173 habitatges en un 37,3% hi vivien nens de menys de 18 anys, en un 57,7% hi vivien parelles casades, en un 10,5% dones solteres, i en un 28% no eren unitats familiars. En el 23,3% dels habitatges hi vivien persones soles el 6% de les quals corresponia a persones de 65 anys o més que vivien soles. El nombre mitjà de persones vivint en cada habitatge era de 2,65 i el nombre mitjà de persones que vivien en cada família era de 3,14.
Per edats la població es repartia de la següent manera: un 26,8% tenia menys de 18 anys, un 7,1% entre 18 i 24, un 35,2% entre 25 i 44, un 22,8% de 45 a 60 i un 8,1% 65 anys o més.
L'edat mediana era de 35 anys. Per cada 100 dones de 18 o més anys hi havia 90,9 homes.
La renda mediana per habitatge era de 58.246 $ i la renda mediana per família de 64.773 $. Els homes tenien una renda mediana de 45.729 $ mentre que les dones 28.482 $. La renda per capita de la població era de 24.651 $. Aproximadament el 3,1% de les famílies i el 4,6% de la població estaven per davall del llindar de pobresa.

## Poblacions més properes
El següent diagrama mostra les poblacions més properes.